# 東藻琴村營軌道
東藻琴村營軌道（日语：／ Higashimokoto sonei kidō */?）是一條曾經存在，在北海道網走市網走郡東藻琴村（現在的大空町東藻琴）行駛的軌道路線。正式名稱為北海道簡易軌道藻琴線（ほっかいどうかんいきどうもことせん），是在二戰前後營運的簡易軌道之一。在1965年（昭和40年）全線停止營業。

## 簡介
在大正年代後期，成立了藻琴軌道推動東藻琴～藻琴之間舖設使用蒸氣機的軌道。雖然當時網走町和眾議會議員都同意，但最終決定選擇目的和計劃類似的北見拓殖鐵道，而暫時擱置。
到昭和年代初期，隨著荒地的持續開發，貨物流通量及居住人口都不斷增加，以網走町為首再度提出上述要求，並於1934年（昭和9年）獲得通過。雖然軌道是由北海道廳直營，但為便利起見，成立了北海道庁殖民軌道藻琴線運行組合，沿線居民都是組合的會員。事務所設在網走町公所內，負責在地事務與北海道廳之間的聯絡。用地由沿線居民捐贈，設施則直接沿用已停用路線的基礎設施。最初計劃修建馬車鐵道，但由於確認可以從其他路線轉用汽油機車，於是更改計劃，並於同年內開工建設。在1935年（昭和10年）10月11日第一期工程（藻琴～東藻琴）正式完工及通車。組合向北海道拓殖銀行借款以支付初始營運成本，但軌道的收入穩定，得以在一年內償還貸款。軌道行駛混合列車但以貨運為主，主要的貨物是木材和甜菜，客運則是附帶業務（便乘）；雖然列車中有可容10人的小型客車，但不夠用，乘客往往帶著行李乘坐貨車。車票上有「對乘坐過程中發生的任何事故概不負責」等字樣。
隨著當地的進一步開發，在1936年（昭和11年）決定興建第二期工程（東藻琴～山園），並於1937年（昭和12年）動工。雖然二次大戰爆發，工程並沒有受太大影響，同年路線延伸至末廣，1938年延伸至山園的工程也完工，藻琴線全線（長度為25.422公里）通車，舉行了慶祝儀式。業務蒸蒸日上，為了完善設施，從其他鐵道路線調撥機務庫、維修工廠及倉庫等設施。但由於太平洋戰爭而難以取得汽油，只能改用木炭燃料甚至轉用蒸汽機車，勉強維持運行。
戰後，網走町於1947年改制成為網走市，東藻琴地區則與新栗履地區合併成為東藻琴村，軌道改歸東藻琴村管理，並決定將客運與貨運事業分開，並從北見巴士（現在的北海道北見巴士購買經營權和1輛巴士，開始其巴士業務。
為開發東洋地區的森林，1949年7月開始從分歧點（福山）興建東洋澤支線，並於同年12月18日完工，同日於東洋小學舉行通車典禮，當日11時第一班載有30噸紙漿用木材的列車出發。
1950年（昭和25年），由於業務上的理由將巴士業務與鐵道業務分開，並成立東藻琴交通。1959年（昭和34年）改稱為網走交通。
1953年（昭和28年）10月5日 ，軌道改稱為北海道簡易軌道藻琴線並委託給東藻琴村管理。東藻琴村在討論後決定將委託業務與東藻琴交通聯合管理。軌道雖然希望為了提升貨運功能，應與國鐵聯絡運輸，並依照軌道法獲得了地方鐵道許可證，但後來推動改善工程並不順利，最後許可證也過期了。
1955年（昭和30年），東藻琴村與網走開發建設部進行了軌道與枕木的維修及改良工程，但在公路貨車運輸的競爭下，藻藻琴至東藻琴區間及東洋澤支線幾乎處於未使用狀態。1961年網走開發建設部該線並行的公路運作順暢、東洋澤支線經濟效益極低為由，停止改善工程。東藻琴村則以改善藻琴～東藻琴之間的北海道道為條件同意廢止該區間，並建議將東洋澤支線改為從山園延長的方式繼續運行。但北海道政府認為藻琴至東藻琴區間的北海道道路況良好，加上東洋澤支線多年來已無運行跡象，最終建議無條件廢除該路線。於是藻琴～東藻琴與東洋澤支線分別在1961年和1962年停止營運。而東藻琴～山園區間因為公路狀況惡劣而繼續營運。
隨著東藻琴～山園之間的道路不斷改善並開始使用卡車運輸，軌道運輸的使用量急劇減少而經營困難。村議會於1965年）決議停止營運，並於同年7月停止使用、9月正式廢止。至此，東藻琴30年的軌道運輸歷史正式落幕。
巴士業務請參照「網走觀光交通」。

## 路線資料
- 區間（營業距離）：32.902公里
  - 藻琴線：25.422公里
  - 東洋澤支線：7.48公里
- 車站數：16（包含終點站）
- 軌距：762毫米
- 橋樑數目：13
- 鐵路道口數：169
- 設施：
  - 辦公室、倉庫（藻琴、東藻琴、山園）
  - 保線詰所（東藻琴、福山、山園）
  - 車廠、維修工廠（東藻琴）
  - 公司宿舍（東藻琴、福山、東洋）

## 歷史
- 1935年（昭和10年）10月11日 - 藻琴～東藻琴路線開始通行。
- 1937年（昭和12年）10月9日 - 東藻琴～末廣路線開始通行。
- 1938年（昭和13年）5月1日 - 末廣～山園路線開始通行，藻琴線全線通行。
- 1949年（昭和24年）12月18日 - 東洋澤支線開始通行。
- 1953年（昭和28年）
  - 5月25日 - 北海道簡易軌道藻琴線委託給東藻琴村營運。
  - 11月17日 - 軌道法特別許可。
- 1961年（昭和36年）
  - 5月16日 - 北海道发出藻琴～東藻琴路線和東洋沢支線的無条件廢線勧告。
  - 10月5日 - 藻琴～東藻琴路線廢線。
- 1962年（昭和37年）8月16日 - 東洋澤支線廢線。
- 1965年（昭和40年）
  - 3月17日 - 村議会的軌道事業廢線決議。
  - 9月25日 - 東藻琴～山園路線廃線，全線廢線。

## 使用列車

### 机车
- 柴油車：1輛（8噸, 於1953年由油井重工業（日语：酒井重工業）製造）
- 汽油車：2輛
- 除雪車：1輛

### 货车

#### 有盖列车
- 8噸車：1輛

#### 无盖列车
- 6噸車：7輛
- 4噸車：15輛
- 3噸車：15輛（木材专用）
- 2噸車：2輛
- 1噸車：26輛

### 客車
- 1輛

### 事業用車
- 保線用礦車：3輛

## 車站一覽
藻琴線
藻琴 - 沼之上（ぬまのかみ） - 昭和（しょうわ） - 山里（やまさと） - 豐榮（とよさか） - 旭（あさひ） - 稻富（いなとみ） - 境（さかい） - 西倉（にしくら） - 東藻琴（ひがしもこと） - 上東（かみとう） - 宮前（みやのまえ） - 末廣（すえひろ） - 福山（ふくやま） - 山園（やまぞの）
東洋澤支線
福山 - 東洋（とうよう）

## 廢線後的狀況
廢線後的土地主要改為耕作之用。由於經過40年的歷史，現在要尋找本線的遺跡變得十分困難。而行走東藻琴～山園的巴士路線亦於2009年（平成21年）4月1日停止。